# آيت عيسى (سنادة)
آيت عيسى هي إحدى مشيخات المملكة المغربية، تتبع جغرافيا لإقليم الحسيمة وإداريًا لسنادة. يقدر عدد سكانها بـ 3785 نسمة حسب الإحصاء الرسمي للسكان والسكنى لسنة 2004.